# Christian-Liebig-Stiftung

Logo der Christian-Liebig-Stiftung

Die Christian-Liebig-Stiftung e.V., benannt nach dem getöteten FOCUS-Redakteur Christian Liebig, baut und renoviert Schulen in Afrika, vor allem in Malawi, fördert dort Bildungsprojekte und unterstützt bedürftige junge Menschen, insbesondere Frauen.

## Hintergrund
Am 7. April 2003 starb Christian Liebig bei einem Raketenangriff vor Bagdad. Der Redakteur gehörte zu den mehr als 600 Journalisten, die in Begleitung der US-Armee aus diesem Krieg berichteten. Liebig war damals der einzige deutsche Journalist, der die Erfüllung seiner beruflichen Aufgabe im Irak mit dem Leben bezahlte. Freunde und Verwandte gründeten den Verein am 21. August 2003, um in seinem Namen in Afrika Gutes zu tun.

## Ziele
In Afrika wird der Bau von Häusern für hilfsbedürftige Kinder ermöglicht und gefördert. Es werden insbesondere Grundschulen neu gebaut, renoviert oder erweitert. Der Verein arbeitet mit anderen Organisationen zusammen, die meisten Projekte werden in Eigenregie mit lokalen Unternehmen umgesetzt.

## Projekte
Das erste Projekt war der Bau der Christian-Liebig-Secondary-School in Malawi mit der Hilfsorganisation World Vision Deutschland. In der Sekundarschule werden jährlich bis zu 450 Kinder unterrichtet. Seit 2003 wurden darüber hinaus bereits 24 Grundschulen in Afrika aus- bzw. neu gebaut und verschiedene Bildungsprojekte gefördert. Daneben unterstützte die CLS für fünf Jahre einen Dorfverbund in Mosambik, das Millenniumsdorf Mabote. Ein weiterer Schwerpunkt liegt in der Förderung der Berufsausbildung junger Erwachsener sowie in der Unterstützung von Mädchen mit dem Bau zweier Wohnheime, eines davon in Gedenken an den verstorbenen Focus-Chef Uli Baur.

## Kuratorium
Das Kuratorium des Vereins bereichern namhafte Persönlichkeiten des öffentlichen Lebens. Mitglieder sind unter anderen Helmut Markwort, Harald Schmidt, Peter M. Gehrig, Martin Weiss sowie Kurt Faltlhauser.

## Auszeichnung
Im Jahr 2009 erhielt die Stiftungsvorsitzende und damalige Lebensgefährtin von Liebig, Beatrice Gräfin von Keyserlingk, stellvertretend für die CLS den KIND-Award Organisation von Kinderlachen. Die Laudatio hielt FOCUS-Chefredakteur Uli Baur. 2016 wurde von Keyserlingk mit der „Verdienstmedaille des Verdienstordens der Bundesrepublik Deutschland“ geehrt.